# Liste rouge régionale de la flore vasculaire d'Île-de-France
La liste rouge régionale de la flore vasculaire d'Île-de-France est une liste de taxons végétaux menacés de disparition dans les limites administratives de la région Île-de-France, établie selon la méthodologie utilisée par l'Union internationale pour la conservation de la nature (UICN) pour la création de la liste rouge de l'UICN.
Cette liste, publiée en décembre 2011, ne concerne que les végétaux supérieurs (ptéridophytes et spermaphytes). Elle a été élaborée par le Conservatoire botanique national du Bassin parisien (CBNBP), en partenariat avec le Conseil scientifique régional du patrimoine naturel (CSRPN) et avec l'appui technique et scientifique du Comité français de l'UICN et de la Fédération des conservatoires botaniques nationaux (FCBN).
Sur les 1537 espèces de plantes vasculaires recensées dans la flore d'Île-de-France, environ un tiers d'entre elles figurent dans la liste rouge. 85 espèces (6 %) sont considérées comme disparues depuis le XVIIIe siècle et 400 (26 %) sont menacées à divers titres : 128 espèces courent un risque majeur d'extinction à court terme, 145 espèces sont en danger d'extinction et 127 sont classées comme « vulnérables ».

## Taxons disparus au niveau régional (RE)
- Adonis flammea Jacq., 1776,  Adonis couleur de feu
- Anacamptis coriophora (L.) R.M.Bateman, Pridgeon & M.W.Chase, 1997,  Orchis punaise
- Anacamptis laxiflora (Lam.) R.M.Bateman, Pridgeon & M.W.Chase, 1997,  Orchis à fleurs lâches
- Androsace maxima L., 1753,  Androsace des champs
- Anemone sylvestris L., 1753,  Anémone sauvage
- Antennaria dioica (L.) Gaertn., 1791,  Pied-de-chat dioïque
- Arnoseris minima (L.) Schweigg. & Körte, 1811,  Arnoseris naine
- Asperugo procumbens L., 1753,  Râpette couchée
- Asperula arvensis  L., 1753, Aspérule des champs
- Asplenium foreziense Legrand, 1885,  Doradille du Forez
- Aster amellus L., 1753,  Marguerite de la Saint-Michel
- Botrychium matricariifolium (A.Braun ex Döll) W.D.J.Koch, 1846,  Botryche à feuilles de matricaire
- Briza minor L., 1753  Petite brize
- Bromus grossus Desf. ex DC., 1805,  Brome à fleurs nombreuses
- Bupleurum rotundifolium L., 1753,  Buplèvre à feuilles rondes
- Bupleurum tenuissimum L., 1753,  Buplèvre grêle
- Camelina alyssum (Mill.) Thell., 1906,  Caméline alysson
- Camelina microcarpa Andrz. ex DC., 1821 , Caméline à petits fruits
- Campanula cervicaria L., 1753  Campanule cervicaire
- Cardamine bulbifera (L.) Crantz, 1769,  Cardamine à bulbilles
- Carex davalliana Sm., 1800 ,  Laîche de Davall
- Carex dioica L., 1753,  Laîche dioïque
- Carex hordeistichos Vill., 1779,  Laîche à épis d'orge
- Chenopodium bonus-henricus L., 1753,  Chénopode du bon Henri
- Cirsium tuberosum (L.) All., 1785,  Cirse tubéreux
- Conringia orientalis (L.) Dumort., 1829,  Roquette d'Orient
- Cuscuta epilinum Weihe, 1824,  Cuscute du lin
- Dactylorhiza sambucina  (L.) Soó, 1962, Orchis sureau
- Dactylorhiza viridis (L.) R.M.Bateman, Pridgeon & M.W.Chase, 1997,  Orchis vert
- Diphasiastrum tristachyum (Pursh) Holub, 1975,  Lycopode petit cyprès
- Drosera anglica Huds., 1778,  Rossolis à feuilles longues
- Elatine hydropiper L., 1753,  Élatine poivre-d'eau
- Eleocharis quinqueflora (Hartmann) O.Schwarz, 1949,  Scirpe pauciflore
- Equisetum sylvaticum L., 1753,  Prêle des bois
- Erica vagans  L., 177, Bruyère vagabonde
- Eriophorum gracile Koch ex Roth, 1806,  Linaigrette grêle
- Eriophorum latifolium Hoppe, 1800,  Linaigrette à feuilles larges
- Erysimum odoratum Ehrh., 1792,  Vélar odorant
- Euphorbia falcata L., 1753,  Euphorbe en faux
- Gagea bohemica (Zauschn.) Schult. & Schult.f., 1829,  Gagée de Bohème
- Galium boreale L., 1753  Gaillet boréal
- Galium fleurotii Jord., 1849,  Gaillet de Fleurot
- Gentianella ciliata (L.) Borkh., 1796,  Gentiane ciliée
- Gymnadenia odoratissima (L.) Rich., 1817,  Orchis odorant
- Gymnocarpium robertianum (Hoffm.) Newman, 1851,  Polypode du calcaire
- Hammarbya paludosa (L.) Kuntze, 1891,  Malaxide des marais
- Helosciadium repens (Jacq.) W.D.J.Koch, 1824,  Ache rampante
- Hieracium peleterianum Mérat, 1812, Épervière de Lepeletier
- Hordelymus europaeus (L.) Harz, 1885,  Orge des bois
- Huperzia selago (L.) Bernh. ex Schrank & Mart., 1829,  Lycopode sélagine
- Jacobaea adonidifolia (Loisel.) Mérat, 1812,  Séneçon à feuilles d'adonis
- Juncus anceps Laharpe, 1827,  Jonc à deux faces
- Lappula squarrosa (Retz.) Dumort., 1829 , Bardanette
- Lathyrus angulatus L., 1753,  Gesse anguleuse
- Linaria arvensis (L.) Desf., 1799,  Linaire des champs
- Linum trigynum L., 1753,  Lin à trois styles
- Liparis loeselii (L.) Rich., 1817 , Liparis de Loesel
- Lolium temulentum L., 1753,  Ivraie enivrante
- Ludwigia palustris  (L.) Elliott, 1817, Ludwigie des marais
- Medicago rigidula (L.) All., 1785,  Luzerne rigide
- Neslia paniculata  (L.) Desv. Neslie paniculée
- Noccaea montana (L.) F.K.Mey., 1973 , Tabouret des collines
- Oenanthe fluviatilis (Bab.) Coleman, 1844,  Oenanthe des fleuves
- Orlaya grandiflora (L.) Hoffm., 1814,  Orlaya à grandes fleurs
- Orobanche major  L., 1753, Grande orobanche
- Pedicularis palustris  L., 1753, Pédiculaire des marais
- Pinguicula vulgaris L., 1753,  Grassette commune
- Polycnemum arvense L., 1753,  Polycnème des champs
- Polygonum bellardii All., 1785,  Renouée de Bellardi
- Sagina subulata (Sw.) C.Presl, 1826,  Sagine subulée
- Scorzonera laciniata L., 1753,  Scorsonère laciniée
- Sesamoides purpurascens (L.) G.López, 1986,  Astérocarpe pourpré
- Sibthorpia europaea L., 1753  Sibthorpie d'Europe
- Spiranthes aestivalis (Poir.) Rich., 1817,  Spiranthe d'été
- Trifolium montanum  L., 1753, Trèfle des montagnes
- Trifolium patens Schb., 1804,  Trèfle étalé
- Trifolium strictum L., 1755,  Trèfle raide
- Turgenia latifolia (L.) Hoffm., 1814,  Caucalis à larges feuilles
- Utricularia intermedia Hayne, 1800,  Utriculaire intermédiaire
- Valerianella coronata (L.) DC., 1805,  Mâche couronnée

## Taxons présumés disparus au niveau régional (CR?)
- Adonis aestivalis L., 1762, Adonis d'été
- Alyssum montanum L., 1753, Alysson des montagnes
- Antinoria agrostidea (DC.) Parl., 1845, Antinorie faux-agrostis
- Blysmus compressus (L.) Panz. ex Link, 1827, Scirpe à épillets comprimés
- Bupleurum baldense Turra, 1764, Buplèvre du Mont Baldo
- Carex appropinquata Schumach., 1801, Laîche paradoxale
- Carex bohemica Schreb., 1772, Laîche de Bohème
- Carex diandra Schrank, 1781, Laîche à deux étamines
- Deschampsia setacea (Huds.) Hack., 1880, Canche des marais
- Equisetum hyemale L., 1753, Prêle d'hiver
- Filago arvensis L., 1753, Cotonnière des champs
- Filago gallica L., 1753, Cotonnière de France
- Lycopodium clavatum L., 1753, Lycopode en massue
- Medicago orbicularis (L.) Bartal., 1776, Luzerne orbiculaire
- Vaccaria hispanica (Mill.) Rauschert, 1965, Saponaire des vaches
- Veronica acinifolia L., 1762, Véronique à feuilles de calament

## Taxons en danger critique (CR)
- Adonis annua L., 1753, Adonis d'automne
- Agrostemma githago L., 1753, Nielle des blés
- Alisma gramineum Lej., 1811, Plantain d'eau à feuilles de graminées
- Anacamptis palustris (Jacq.) R.M.Bateman, Pridgeon & M.W.Chase, 1997, Orchis des marais
- Arabidopsis arenosa (L.) Lawalrée, 1960, Arabette des sables
- Arctium tomentosum Mill., 1768, Bardane poilue
- Arenaria grandiflora L., 1759, Sabline à grandes fleurs
- Asplenium septentrionale (L.) Hoffm., 1795, Doradille du nord
- Bifora radians M.Bieb., 1819, Bifora rayonnant
- Botrychium lunaria (L.) Sw., 1802, Botryche lunaire
- Cardamine heptaphylla (Vill.) O.E.Schulz, 1903, Cardamine pennée
- Carex hartmanii Cajander, 1935, Laîche de Hartman
- Carex hostiana DC., 1813, Laîche blonde
- Carex lasiocarpa Ehrh., 1784, Laîche filiforme
- Carex liparocarpos Gaudin, 1804, Laîche à fruits lustrés
- Carex mairei Coss. & Germ., 1840, Laîche de Maire
- Carex umbrosa Host, 1801, Laîche des ombrages
- Catabrosa aquatica (L.) P.Beauv., 1812, Canche aquatique
- Chrysosplenium oppositifolium L., 1753, Dorine à feuilles opposées
- Cicendia filiformis (L.) Delarbre, 1800, Cicendie filiforme
- Cladanthus mixtus (L.) Chevall., 1827, Camomille mixte
- Crassula vaillantii (Willd.) Roth, 1827, Crassule de Vaillant
- Crepis foetida L., 1753, Crépide fétide
- Crepis tectorum L., 1753, Crépide des toits
- Crypsis alopecuroides (Piller & Mitterp.) Schrad., 1806, Crypside faux-vulpin
- Cyperus flavescens L., 1753, Souchet jaunâtre
- Cyperus longus L., 1753, Souchet allongé
- Cystopteris fragilis (L.) Bernh., 1805, Capillaire blanche
- Cytisus decumbens (Durande) Spach, 1845, Cytise rampant
- Dactylorhiza majalis (Rchb.) P.F.Hunt & Summerh., 1965, Orchis à larges feuilles
- Deschampsia media (Gouan) Roem. & Schult., 1817, Canche à feuilles de jonc
- Descurainia sophia (L.) Webb ex Prantl, 1891, Sisymbre sagesse
- Dianthus superbus L., 1755, Œillet magnifique
- Diplotaxis viminea (L.) DC., 1821, Roquette des vignes
- Drosera intermedia Hayne, 1798, Rossolis intermédiaire
- Elatine hexandra (Lapierre) DC., 1808, Élatine à six étamines
- Epilobium palustre L., 1753, Épilobe des marais
- Epipactis microphylla (Ehrh.) Sw., 1800, Épipactis à petites feuilles
- Equisetum variegatum Schleich., 1797, Prêle panachée
- Eriophorum vaginatum L., 1753, Linaigrette engainée
- Filago lutescens Jord., 1846, Cotonnière jaunâtre
- Fumaria densiflora DC., 1813, Fumeterre à fleurs serrées
- Gagea villosa (M.Bieb.) Sweet, 1826, Gagée des champs
- Galium glaucum L., 1753, Gaillet glauque
- Galium saxatile L., 1753, Gaillet des rochers
- Galium tricornutum Dandy, 1957, Gaillet à trois cornes
- Gaudinia fragilis (L.) P.Beauv., 1812, Gaudinie fragile
- Genista germanica L., 1753, Genêt d'Allemagne
- Gentiana cruciata L., 1753, Gentiane croisette
- Geum rivale L., 1753, Benoîte des ruisseaux
- Glebionis segetum (L.) Fourr., 1869, Chrysanthème des moissons
- Gratiola officinalis L., 1753, Gratiole officinale
- Gymnocarpium dryopteris (L.) Newman, 1851, Polypode du chêne
- Helosciadium inundatum (L.) W.D.J.Koch, 1824, Ache inondée
- Herminium monorchis (L.) R.Br., 1813, Orchis musc
- Holosteum umbellatum L., 1753, Holostée en ombelle
- Hypericum androsaemum L., 1753, Millepertuis androsème
- Hyssopus officinalis L., 1753, Hysope
- Impatiens noli-tangere L., 1753, Balsamine des bois
- Jacobaea aquatica (Hill) P.Gaertn., B.Mey. & Scherb., 1801, Séneçon aquatique
- Juncus pygmaeus Rich. ex Thuill., 1799, Jonc nain
- Lactuca perennis L., 1753, Laitue vivace
- Lactuca saligna L., 1753, Laitue à feuilles de saule
- Lathyrus sphaericus Retz., 1783, Gesse à fruits ronds
- Legousia hybrida (L.) Delarbre, 1800, Petite spéculaire
- Lepidium heterophyllum Benth., 1826, Passerage à feuilles variables
- Marrubium vulgare L., 1753, Marrube commun
- Medicago monspeliaca (L.) Trautv., 1841, Trigonelle de Montpellier
- Melica nutans L., 1753, Mélique penchée
- Nigella arvensis L., 1753, Nigelle des champs
- Nymphoides peltata (S.G.Gmel.) Kuntze, 1891, Faux-nénuphar
- Oenanthe crocata L., 1753, Oenanthe safranée
- Oenanthe peucedanifolia Pollich, 1776, Oenanthe à feuilles de peucédan
- Ophioglossum azoricum C.Presl, 1845, Ophioglosse des Açores
- Ophrys litigiosa E.G.Camus, 1896, Ophrys araignée
- Oreopteris limbosperma (Bellardi ex All.) Holub, 1969, Fougère des montagnes
- Papaver hybridum L., 1753, Coquelicot hybride
- Parnassia palustris L., 1753, Parnassie des marais
- Phelipanche arenaria (Borkh.) Pomel, 1874, Orobanche des sables
- Physalis alkekengi L., 1753, Coqueret
- Polycnemum majus A.Braun, 1841, Grand polycnème
- Polygala amarella Crantz, 1769, Polygale amer
- Polygala comosa Schkuhr, 1796, Polygale à toupet
- Polypodium cambricum L., 1753, Polypode du sud
- Potamogeton friesii Rupr., 1845, Potamot à feuilles mucronées
- Potentilla anglica Laichard., 1790, Potentille d'Angleterre
- Potentilla palustris (L.) Scop., 1771, Comaret des marais
- Ranunculus gramineus L., 1753, Renoncule à feuilles de graminée
- Ranunculus hederaceus L., 1753, Renoncule à feuilles de lierre
- Ranunculus polyanthemoides Boreau, 1857, Renoncule à segments étroits
- Reseda phyteuma L., 1753, Réséda raiponce
- Rhynchospora fusca (L.) W.T.Aiton, 1810, Rhynchospore fauve
- Rorippa aspera (L.) Maire, 1927, Sisymbre rude
- Rumex palustris Sm., 1800, Oseille des marais
- Sagina nodosa (L.) Fenzl, 1833, Sagine noueuse
- Salix arenaria L., 1753, Saule des sables
- Schoenoplectus supinus (L.) Palla, 1888, Scirpe couché
- Scorzonera austriaca Willd., 1803, Scorsonère d'Autriche
- Silene gallica L., 1753, Silène de France
- Simethis mattiazzii (Vand.) G.López & Jarvis, 1984, Simethis à feuilles planes
- Sison segetum L., 1753, Persil des moissons
- Sorbus remensis Cornier, 2009, Alisier de Reims
- Spergula pentandra L., 1753, Spargoute à cinq étamines
- Spergularia segetalis (L.) G.Don, 1831, Spargoute des moissons
- Stachys alpina L., 1753, Épiaire des Alpes
- Stachys germanica L., 1753, Épiaire d'Allemagne
- Stellaria nemorum L., 1753, Stellaire des bois
- Stellaria palustris Retz., 1795, Stellaire des marais
- Taraxacum palustre (Lyons) Symons, 1798, Pissenlit des marais
- Tephroseris helenitis (L.) B.Nord., 1978, Séneçon à feuilles spatulées
- Thymelaea passerina (L.) Coss. & Germ., 1861, Passerine annuelle
- Thysselinum palustre (L.) Hoffm., 1814, Peucédan des marais
- Trichophorum cespitosum (L.) Hartm., 1849, Scirpe cespiteux
- Trifolium glomeratum L., 1753, Trèfle aggloméré
- Trifolium micranthum Viv., 1824, Trèfle à petites fleurs
- Trifolium ornithopodioides L., 1753, Trèfle pied-d'oiseau
- Triglochin palustre L., 1753, Troscart des marais
- Utricularia minor L., 1753, Petite utriculaire
- Vaccinium oxycoccos L., 1753, Canneberge
- Verbascum virgatum Stokes, 1787, Molène rayée
- Viola alba Besser, 1809, Violette blanche
- Viola pumila Chaix, 1785, Petite violette
- Vitis vinifera L., 1753, Vigne
- Xeranthemum cylindraceum Sm., 1813, Xéranthème fétide
- Juncus capitatus Weigel, 1772, Jonc à inflorescence globuleuse